# 国鉄トラ30000形貨車
国鉄トラ30000形貨車（こくてつトラ30000がたかしゃ）は、かつて日本国有鉄道（国鉄）に在籍した無蓋貨車である。

## 概要
1955年（昭和30年）度から1957年（昭和32年）度にかけて製造された17トン積み二軸無蓋車で、計2,200両（トラ30000 - トラ32199）が鉄道車輛工業、汽車製造、日本車輌製造、川崎車輛、ナニワ工機、若松車輛、日立製作所にて製造された。年度毎の製造両数は、1955年度が300両（トラ30000 - トラ30299）、1956年度が700両（トラ30300 - トラ30999）、1957年度が1,200両（トラ31000 - トラ32199）である。
系譜的には、車体を限界まで伸ばし2間（約3.6 m）物の積荷を2個直列に積めるようにした、「長トラ（オトラ）」と呼ばれるグループに属する。基本構造は、前級であるトラ6000形と同一で、同形式を基本に車軸のばね吊り方式を一段リンク式から二段リンク式に改良したものといえる。ただし、ばね吊り方式を二段リンク式としたことから、軸距はトラ6000形の4,600 mmから5,000 mmと400 mm延長されており、その関係で側ブレーキの位置が車体中央部に移った。また、本形式は、二軸無蓋車としては初めて二段リンク式ばね吊り受けを新製時から採用した形式である。
車体は、妻板、あおり戸、床面のすべてが木製で、妻板の高さは1,100 mm、あおり戸の高さは800 mmである。主要諸元は、全長9,550 mm、車体長8,750 mm、全幅2,710 mm、床面積21.2 m2、容積44.5 m3、自重9.3 tである。前述のように走り装置は二段リンク式で、最高運転速度は75 km/hに対応する。
前級のトラ6000形などとともに汎用の無蓋車の主力として全国で使用されたが、本形式以降は輸送力増強用として全長を縮めてあおり戸を高くしたトラ35000形をはじめとする「コトラ」が量産されるようになったため、本形式の後継形式は、1967年（昭和42年）のトラ70000形まで待つことになる。同形式の増備によって、1972年（昭和47年）から本形式は本格的な廃車が始まり、1984年（昭和59年）度に形式消滅となったが、木製床であるため、特定の荷主に愛用されたという。

## コンテナ積載試験
1955年（昭和30年）、国鉄は鉄道・道路一貫輸送用のコンテナとして、2.5トン積みの3000形コンテナを試作した。この積載用として本形式が選定され、1955年度製の300両は、このコンテナの緊締用金具を装備して落成し、このうち2両（トラ30000・トラ30098）はコンテナ積専用としてあおり戸を外した形態で落成した。コンテナの積載個数は、5個である。同コンテナの緊締方式は、後年のコンテナ車のように本格的なものではなく、専用車についてはコンテナと車両間をたすき金具とターンバックルで固定する方式で、本形式の台枠側面にはそのための金具を設けた。また、コンテナ積載時は側面のあおり戸を外した状態で使用するため、側ブレーキ使用時の手すりを台枠側面2箇所に水平に設置した。一般車では貨車床板に移動防止用の当て木を打ち付け、コンテナ同士を針金によって緊縛する方法とした。
しかし、3000形コンテナの試用は不首尾に終わったため、1956年度以降の製造車はコンテナ固定用金具を装備しないこととされ、側ブレーキ用の手すりも廃止された。1959年（昭和34年）6月に3000形コンテナの使用が終了となり、それにともない初期車の緊締用金具も撤去、専用車2両も1962年（昭和37年）に一般車に復元された。復元は大宮工場、吹田工場にてそれぞれ1両ずつ行われた。

## 同形車

### 羽後交通トム5形
トム5形は、1966年（昭和41年）11月に羽後交通が協三工業で2両（トム5, トム6）を製造した国鉄トラ30000形の同形車である。荷重は17トンであるが、なぜか「トム」を称していた。両車とも雄勝線に配属され、国鉄直通車としても使用されたが、1972年（昭和47年）8月に直通認可を取り消した。両車とも、1973年（昭和48年）4月の雄勝線廃止まで在籍した。